# Alleman
Alleman – miasto w Stanach Zjednoczonych, w stanie Iowa, w hrabstwie Polk.

## Demografia
W 2000 liczyło 439 mieszkańców. W 2023 liczba mieszkańców nieznacznie spadła do 434 osób, a gęstość zaludnienia poniżej 68 osób/km².